# Олеський повіт
Олеський повіт (пол. powiat oleski) — один з 11 земських повітів Опольського воєводства Польщі.
Утворений 1 січня 1999 року в результаті адміністративної реформи.

## Загальні дані
Повіт знаходиться у північно-східній частині воєводства.
Адміністративний центр — місто Олесно.
Станом на 1.01.2008 населення становить 67 705 осіб, площа 973,4 км².
На терени повіту були депортовані 800 українців з українських етнічних територій у 1947 році (т. з. акція «Вісла»).

## Демографія
Демографічні дані повіту станом на 30.06.2006:
|       | Всього | Всього | Жінки  | Жінки | Чоловіки | Чоловіки |
| ----- | ------ | ------ | ------ | ----- | -------- | -------- |
|       | осіб   | %      | осіб   | %     | осіб     | %        |
| Повіт | 68 269 | 100    | 34 961 | 51,2  | 33 308   | 48,8     |
| Міста | 25 110 | 100    | 12 964 | 51,6  | 12 146   | 48,4     |
| Села  | 43 159 | 100    | 21 997 | 51,0  | 21 162   | 49,0     |